# Platydictya madurensis
Platydictya madurensis là một loài Rêu trong họ Amblystegiaceae. Loài này được (Cardot & P. de la Varde) R.S. Chopra miêu tả khoa học đầu tiên năm 1975.